# マティアジュ・ケク
マティアジュ・ケク（Matjaž Kek、1961年9月9日 - ）は、スロベニア (旧ユーゴスラビア)・マリボル出身の元サッカー選手、現サッカー指導者。現役時代のポジションはDF。2018年11月よりスロベニア代表の監督を務める。

## 経歴
現役時代はセンターバックとして主にスロベニア圏やオーストリアのクラブに在籍し、1980年から5年間と1995年から4年間在籍したNKマリボルでは公式戦150試合近くに出場した。また、1992年7月11日、キプロス代表との親善試合にてスロベニア代表代表デビューを果たした。
1999年にマリボルで現役引退後、すぐに指導者として活動し始め、2000年からマリボルで暫定監督や正監督を務め、2006年にスロベニア代表の世代別代表の指揮を執った。
2007年1月5日、スロベニア代表の監督に就任。2010 FIFAワールドカップ・予選では、グループ3でスロバキア代表に次ぐグループ2位で終わったことで予選2回戦へと同代表を導く。その2回戦でロシア代表を破り、2002 FIFAワールドカップ以来となるワールドカップ本大会出場をチームにもたらした。しかし、イングランド代表やアメリカ代表、アルジェリア代表と同居したグループで1勝1分1敗という成績を残してグループステージ敗退が決定した。
2011年10月24日、UEFA EURO 2012本大会出場を逃したことで同代表を辞任した。
2011年12月20日、サウジアラビアのアル・イテハドの監督に招聘された。
2013年2月27日、クロアチアのHNKリエカの監督に就任した。リエカでは在籍約5シーズンで3度のUEFAヨーロッパリーグ本大会出場にクラブを導いたが、いずれもグループステージ敗退で大会を後にした。また、国内では2016-17シーズンにリーグ戦とクロアチア・カップの2冠を含む通算4度のタイトル獲得に貢献した。
2018年11月27日、キャリア2度目となるスロベニア代表監督に就いた。

## 代表歴

### 試合数
- 国際Aマッチ 1試合 0得点（1992年）[8]

| スロベニア代表 | 国際Aマッチ | 国際Aマッチ |
| 年             | 出場        | 得点        |
| -------------- | ----------- | ----------- |
| 1992           | 1           | 0           |
| 通算           | 1           | 0           |

## 監督成績
2022年6月12日現在
| チーム         | 就任           | 退任           | 成績 | 成績 | 成績 | 成績 | 成績   |
| チーム         | 就任           | 退任           | 試   | 勝   | 分   | 負   | 勝率   |
| -------------- | -------------- | -------------- | ---- | ---- | ---- | ---- | ------ |
| マリボル       | 2000年3月9日   | 2000年9月19日  | 25   | 21   | 2    | 2    | 084.00 |
| マリボル       | 2002年9月9日   | 2004年9月20日  | 80   | 41   | 20   | 19   | 051.25 |
| スロベニア代表 | 2007年1月5日   | 2011年10月24日 | 49   | 20   | 9    | 20   | 040.82 |
| アル・イテハド | 2011年12月20日 | 2012年2月8日   | 11   | 3    | 2    | 6    | 027.27 |
| リエカ         | 2013年2月27日  | 2018年10月6日  | 275  | 164  | 66   | 45   | 059.64 |
| スロベニア代表 | 2018年11月27日 |                | 36   | 14   | 12   | 10   | 038.89 |
| 通算成績       | 通算成績       | 通算成績       | 476  | 263  | 111  | 102  | 055.25 |